# Materialismo australiano
El materialismo australiano, también conocido como el realismo australiano, fue una escuela de la filosofía que floreció durante la segunda mitad del siglo XX en varias universidades en Australia, incluyendo la Universidad Nacional de Australia, la Universidad de Adelaida y la Universidad de Sídney. Los miembros fueron de nota por tomar un enfoque escéptico a sujetos abstractos. Fundaron la teoría monista anómala funcionalista del consciente y la teoría más fuerte, la del fisicalismo de tipo. Practicantes prominentes incluyeron John Anderson, David Malet Armstrong, J. L. Mackie, Ullin Place, J. J. C. Smart, y David Stove. La etiqueta "realista australiana" fue concedida a los acólitos de Anderson por A. J. Baker en 1986, a la aprobación mixta de los filósofos realistas que por casualidad fueron australianos.